# ماك أو إس إكس سنو ليوبارد
ماك أو إس 10.6 «سنو ليوبارد» سابع إصدار رئيسي من ماك أو إس عشرة. نظام أبل لحواسيب ماكنتوش. أصدر سنو ليوبارد في 28 أغسطس 2009 ليكون وريث ماك أو إس 10.5 «ليوبارد»، لقد تم التركيز من قبل آبل على العناصر الداخلية للنظام بدلاً من الامور الظاهرية كسطح المكتب والفايندر. وتم إضافة 1000 ميزة للنظام الجديد. وتم دعم الـ64 بت في نظام التشغيل.